# Lazzaro de' Soardi
Lazzaro de' Soardi (Savigliano, 1450 – ...) è stato un tipografo italiano.
Lavorò a Venezia dal 1490 al 1527. Stampò classici e opere liturgiche (es.Plinio (1497), Plauto (1511), Meditazioni di San Bonaventura da Bagnoregio (1497), Dialogo della divina providentia (1504).
A lui attribuiamo cinquanta pregiate edizioni, decorate con xilografie.
Nei suoi caratteri è notevole il gotico-romano, unico nel suo genere.
Stampò opere fino ad allora inedite e diffuse il pensiero di Gerolamo Savonarola e Gioacchino da Fiore.
Nel 1517 stampò una fine bibbia in collaborazione con Bernardino Benali.